# Малинная стеклянница
Малинная стеклянница или малиновая стеклянница (лат. Pennisetia hylaeiformis) — довольно распространенный вид мелких бабочек, принадлежащих к семейству стеклянниц.

## Распространение
Стеклянница встречается по всей Европе и Азии вплоть до Японии.

## Размер и внешний вид
Маленькая бабочка, с бледно-жёлтой полосой на задней части темных задних конечностей. У основания задней части тела есть две узкие полосы, которые, однако, бывает трудно различить. На конце задней части тела у самки три широкие и очень отчетливые полосы. Переднее крыло узкое, и большая часть его трех отдельных прозрачных «окошек» покрыта красновато-коричневыми крыловыми чешуйками. Задние крылья практически полностью прозрачны. Размах крыльев 20—30 мм

## Среда обитания и образ жизни
Обычная дневная бабочка, обитающая в кустах малины. Летает с июня по август.
Откладывает яйца на дикую и культурную малину. Белые личинки длиной до 2 см живут на побегах и в стеблях малины (Rubus idaeus, Rubus boisseri, Rubus afzeliana, Rubus fruticosus), повреждают корневища и внутренние части стеблей. 
Паразитоиды личинок малиновых стеклянниц представляют собой различные виды из  семейств паразитических наездников Ichneumonidae и Braconidae, такие, как Liotryphon punctulatus, Apanteles glomeratus, Lissanota pimplator, Bracon erraticus и Macrocentrus marginator.

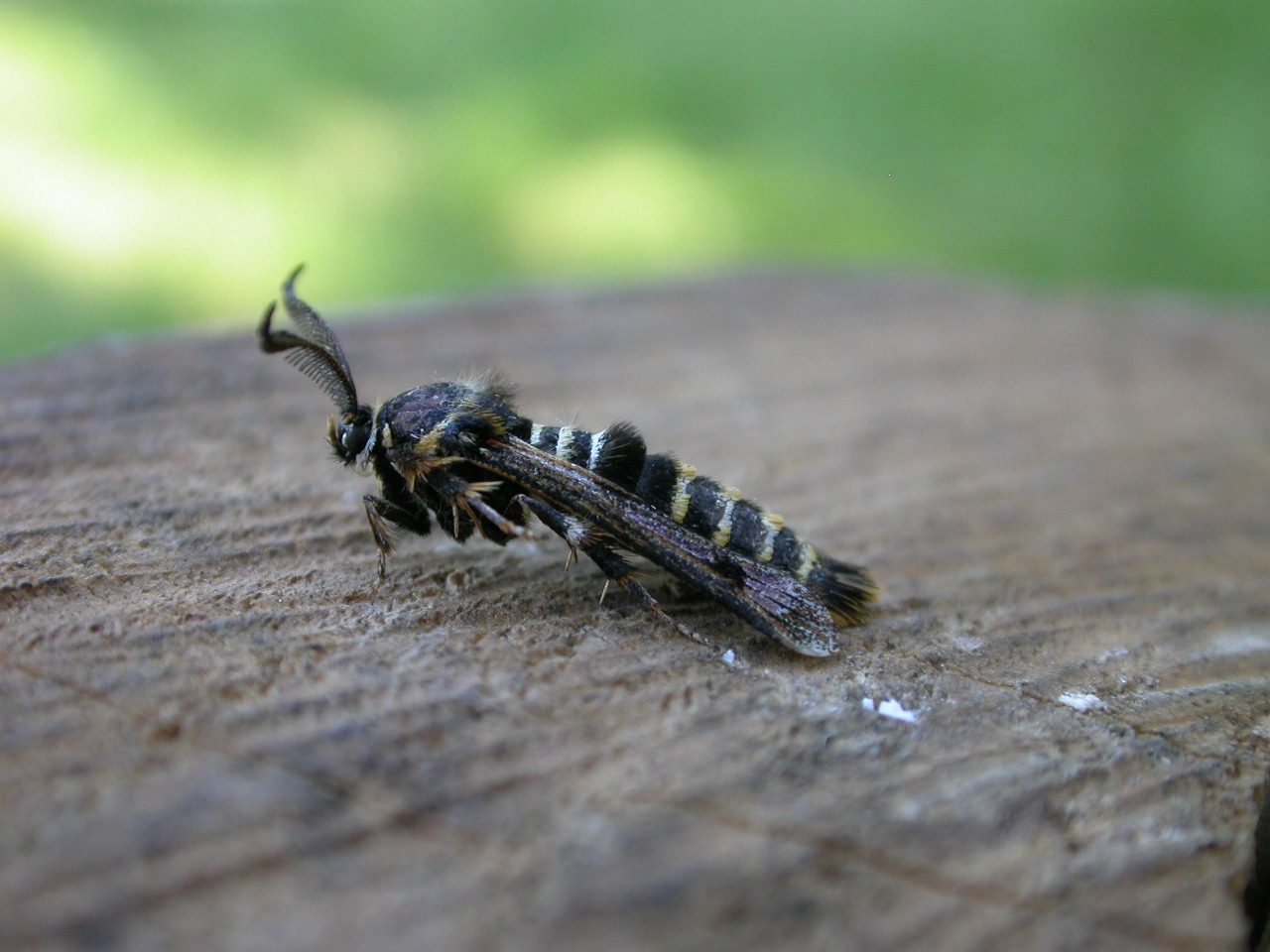
Самец
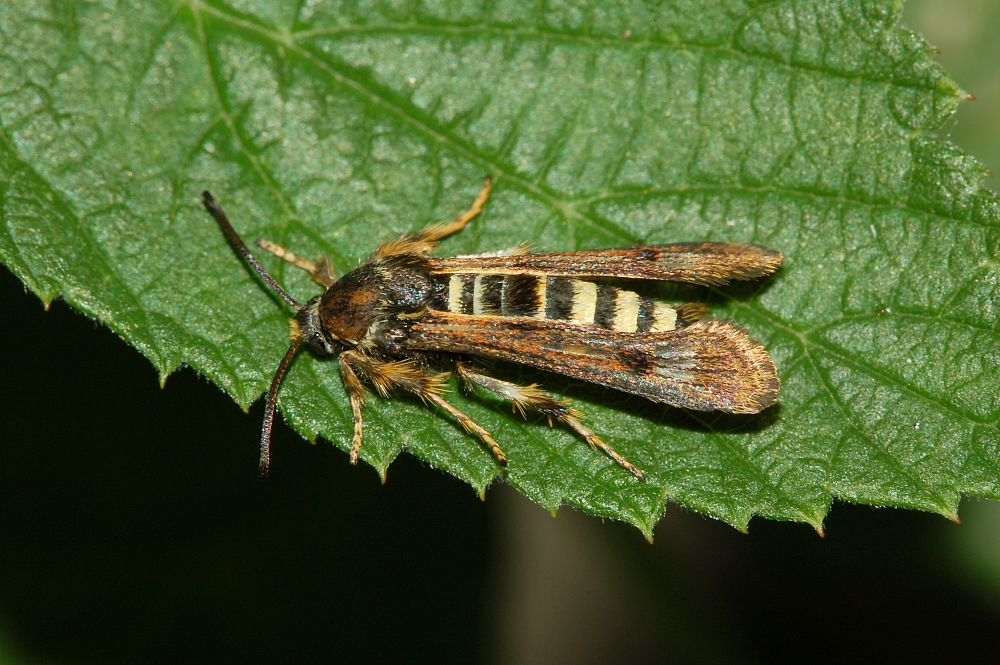
Самка